# Turmhügel Schneirersbuckel
Der künstlich aufgeschüttete Turmhügel Schneirersbuckel, auch Obere Burg genannt, ist eine im Spätmittelalter abgegangene Turmhügelburg (Motte) hinter Neustädterhof auf dem ehemaligen Schneirersbuckel bei Eisenbach, einem Stadtteil von Obernburg am Main im Landkreis Miltenberg in Bayern.

## Geschichte
Die vermutlich 1397 oder 1400 zerstörte Burg, die ähnlich ausgesehen haben soll wie das noch bestehende Templerhaus in Amorbach, war ein Vorgänger der 1403 errichteten Bacheburg, die auch als Untere Burg bezeichnet wird. Als Besitzer werden die Gayling von Altheim vermutet, es ist jedoch eher anzunehmen, dass die Burg als Vorläufer der Bacheburg den Bache von Neustadt gehörte, einem Zweig des Adelsgeschlechtes der Rosenbach.